# Ron J. Friedman
Ron Jared Friedman (* 30. November 1972 in Manhattan, New York City, New York) ist ein US-amerikanischer Drehbuchautor, Filmeditor und Filmproduzent.

## Leben
Friedman wurde am 30. November 1972 in Manhattan geboren. Er ist Absolvent der Florida State University. 1994 schrieb er unter anderen gemeinsam mit Steve Bencich das Drehbuch für den Film The Best Movie Ever Made. 1995 erschien der Kurzfilm William, it was Really Nothing, für den er das Drehbuch schrieb und für den Schnitt zuständig war. 1996 schrieb er das Drehbuch für den Kurzfilm Paul McCall, der am 10. Oktober 1996 auf dem Austin Film Festival uraufgeführt wurde. Im selben Jahr war er für den Filmschnitt des Kurzfilms Squeegee verantwortlich. 2002 war er als Editor für den Kurzfilm The Least of These verantwortlich, der ab September 2002 auf verschiedenen US-amerikanischen Filmfestivals gezeigt wurde. Ab 2003 schrieb er Drehbücher für die Animationsfilme Bärenbrüder, Himmel und Huhn (2005), Jagdfieber (2006), Cinderella – Wahre Liebe siegt (2007) und Arielle, die Meerjungfrau – Wie alles begann aus dem Jahr 2008. 2010 schrieb er das Drehbuch für Cats & Dogs: Die Rache der Kitty Kahlohr. 2014 produzierte er die Dokumentation The Joe Show.

## Filmografie (Auswahl)

### Drehbuch
- 1994: The Best Movie Ever Made
- 1995: William, it was Really Nothing (Kurzfilm)
- 1996: Paul McCall (Kurzfilm)
- 2003: Bärenbrüder (Brother Bear, Animationsfilm)
- 2005: Himmel und Huhn (Chicken Little, Animationsfilm)
- 2006: Jagdfieber (Open Season, Animationsfilm)
- 2007: Cinderella – Wahre Liebe siegt (Cinderella III: A Twist in Time, Animationsfilm)
- 2008: Arielle, die Meerjungfrau – Wie alles begann (The Little Mermaid – Ariel's Beginning, Animationsfilm)
- 2010: Cats & Dogs: Die Rache der Kitty Kahlohr (Cats & Dogs: The Revenge of Kitty Galore)

### Filmschnitt
- 1995: William, it was Really Nothing (Kurzfilm)
- 1996: Squeegee (Kurzfilm)
- 2002: The Least of These (Kurzfilm)

### Produktion
- 2014: The Joe Show (Dokumentation)